# Heliotrop (minerał)
Heliotrop – odmiana chalcedonu zbliżona do plazmy, w której na ciemnozielonym tle widoczne są czerwone plamki tlenków żelaza. Nazwa pochodzi od greckich słów helios (słońce) i tropein (zmieniać barwę), ponieważ daje on czerwonawe refleksy podczas obracania po zanurzeniu w wodzie. Ciemnozielona barwa heliotropu spowodowana jest nagromadzeniem kryształów aktynolitu.

Błędnie nazywany jest krwawnikiem lub kamieniem św. Stefana.

## Występowanie
W wielu utworach typowych dla chalcedonu – niklonośnych stref wietrzenia skał zasadowych. Towarzyszą mu najczęściej kwarc, karneol oraz chalcedon.
Okazy o zastosowaniu jubilerskim pochodzą z Indii – Płw. Kathijawar, Dekan, Chin, Rosji – Ural, Syberia, Pakistanu, Australii, Austria – Tyrol, Wielka Brytania – Szkocja, Niemcy, Czechy, Brazylii.
W Polsce występuje w Górach Wałbrzyskich.

## Zastosowanie
Znany i wykorzystywany już w starożytności (wydobywano go głównie w Egipcie i na Cyprze). Stanowi atrakcyjny i poszukiwany, cenny kamień jubilerski, ozdobny i kolekcjonerski. Osiąga wysokie ceny. Zwykle nadaje mu się szlif kaboszonowy, wytwarza paciorki. Jest doskonałym materiałem rzeźbiarskim.